# Acacia rhetinoides
Acacia rhetinoides é uma espécie de leguminosa do gênero Acacia, pertencente à família Fabaceae.